# Мартиново
Мартѝново е село в Северозападна България. То се намира в община Чипровци, област Монтана.

## География
Село Мартиново се намира в планински район. През селото минава река Огоста. Намира се в котловина, има живописна природа, микроязовир.

## История
Селището за първи път е отбелязано през 1666 г. в описа на Р. Стойков („Народна библиотека. Известия за 1959 г.“. Т. I(VII), София, 1961). Отбелязано е като „Ифлак“ или „Афлак“ – название, с което турците са изговаряли „Влах“. По-нататък селото е известно като „Влашко село“ (до 1939 г.), но това няма връзка с народностното име „власи“. По време на османската власт „власи“ са категория население, което има някои привилегии. Населението винаги е било само българско.
Според други източници, основателите са били власи – пастири. Това твърдение не е подкрепено с никакви доказателства. Липсват и данни от топонимията.
При изследване на некропола при селото е установено, че през късния неолит е имало селище в Райкьов дол (Р.Попов, с. 111-129). При разкопки в 2 надгробни могили са открити тракийски погребални обичаи чрез изгаряне на трупа и чрез заравяне, който начин е бил практикуван едновременно с първия.
Мартиново е старо рударско селище, което по време на турската власт (ХVI – ХVII век) е спадало към мадан Чипровец. В Прекоп е имало рудник за добиване на желязо.
Жители на селото взимат участие в Чипровското въстание от 1688 година.
Традиционен поминък на селото през XIX и до средата на ХХ век е килимарството – тъкат се чипровски килими на вертикален стан. Чипровските килими се тъкат в Чипровци, Железна, Копиловци и Мартиново. Това е семеен занаят и в миналото всяко момиченце от изброените селища е усвоявало тъкането от детските си години. На територията на Сърбия разпространението на тъкаческия занаят продължава, като център е град Пирот.
В Сърбия килимите се наричат „пиротски килими“. Смята се, че изкуството на пиротските и чипровските килими е пренесено от Босна – т.нар. босненски килими се тъкат по идентична гобленова техника.
През ХIХ век тъкането на килими е осигурявало добри доходи на населението, тъй като те са имали добър пазар в турската държава – изкупували са се като молитвени килимчета и за джамиите. През втората половина на ХХ век отново се налага миньорството, което сега е в упадък.
Селището е взело много активно участие в борбата срещу турците. Младежи от него са се включили в Първа българска легия и във Втора българска легия на Г. С. Раковски в Белград. Войвода на четите на Панайот Хитов и Филип Тотю е Коста Димински от Влашко село (днес – Мартиново), което е отразено и в спомените на Панайот Хитов. Коста Димински обаче е загинал и четите се водят по имената на Панайот Хитов и Филип Тотю.
В Мартиново има легенди за Коста Димински, както и народна песен. Според една от легендите, той, още петнайсетгодишно момче, изрязал опашките на конете на турска потеря, която дошла в селището. Турците наредили да се убие всеки десети човек от селото и тогава Коста Димински се предал сам, за да спаси населението. Арестуван, той успял да избяга от турците.
Проватският епископ Антоний в студията си за манастирите в Северозападна България цитира лично тефтерче на войвода от Влашко село от началото на ХIХ век, с което е разполагал. Няма данни за съдбата на тефтерчето по-нататък.
Стари мартиновски родове са:  Нонини, Чубрини, Койчини, Борискови, Белци, Джонини, Пенинци, Миловци и Ясниловци (от Гостуша, Пиротско), Божинци, Койчинци.

## Религии
Селището е православно. Не е отбелязвано в релациите на Петър Богдан Бакшич.[ неясно? ] Фактът, че се намира в района на „шлякма“ (остатъци от работата на стар рудник, сгур) и е било наречено по някое време „влашко“, говори, че вероятно се е развило от старата саксонска махала на стария град Чипровец. Съществува и легенда за основаване на селото от някакъв човек на име „Влаша“, който се разсърдил на чипровчани и дошъл да живее в района на днешното село Мартиново.
В землището на селището са развалините на Гушовския манастир „Св. Архангел Михаил“, за съществуването на който е оставил данни още Петър Богдан Бакшич. С манастира е свързана легенда, според която всяка година на Св. Архангел Михаил идвал елен, който да бъде принесен в жертва – в говора на селото това се нарича „молитва“. Една година еленът дотичал запъхтян и бил принесен в жертва, преди да си е отпочинал. Оттогава той вече не се явявал. Подобни легенди за жертвен елен има и в други славянски страни. Манастирът е бил изгорен след Чипровското въстание.

## Население
| 1880 г. | 1900 г. | 1934 г. | 1956 г. | 1972 г. | 2011 г. | 2021 г. |
| ------- | ------- | ------- | ------- | ------- | ------- | ------- |
| 471     | 650     | 854     | 882     | 1534    | 269     | 187     |

## Местен говор
Образец от говора е публикуван от Ангелина Иванова в статията ѝ „Местоименната система в Чипровско“ (списание „Език и литература“ 1991, кн. 5, с. 106-107). Записът е от юли 1984, от Цена Гущерова, тогава – 80-годишна жителка на селото. Предава се в стандартизиран вид:
- Я се ожени на шестнайс годин, на бащу ми сестрете ме оженише. Па га води мойтога мужа годин и половина, па у революциюту загину. Моят муж оди на суу падину и се би срещу Монев. Та надвише ония и после дойде Монев у селото. Едън па дойде от Софию, Розев га викау, капетанин. Та наште ги избише, и ми ги погребомо. А я после седе две године, па дойдо тук те – до нас. Тук се ожени и съм седела десет године, три деца роди. Тия муж ми ойде трудовак у Софию, на големия водопровод. И есенту работили с вагонетке. И изпуще другарете вагонеткуту, та му строше левото ребро. Си дойде, поживе две године, па умре. И я оста с три деца. Се ожени после па на Аспару за бащу. Есенту он отиде у Америку, а я оста бременна. Па те петдесе године веч как га нема. И те, после си прибра тоега старца.

## Културни и природни забележителности
Природата е изключително красива, но по време на работата на рудник „Мартиново“ са ѝ нанесени някои поражения, от които след спирането на рудника тя постепенно се възстановява. Има изключително добри предпоставки за развитие на туризъм. Преди 1944 г. е било ваканционно селище.
В миналото непосредствено до селото в местността Брзан се е намирал малък римски мост – „Мостък“, който сега е на дъното на красивото изкуствено езеро (микроязовира).
Селото е разположено на двата бряга на Огоста, а двете части се свързват на Долни мост и на Горни мост. На Долни мост е разположена сградата на кметството.
Някои местности около Мартиново: Богов дол, Богов рът, Брег, Бръдо, Бръзан, Валуга, Горни край, Жашков дол, Крушак, Летница, Лиличов рът, Орниче, Плоча, Прейтеница, Прекоп, Рупе, Топлик, Яврова глава и др.

### Кухня
Местната кухня е забележителна с редица оригинални рецепти. Много ястия се приготвят с орехи (супа от праз лук и орехи, сушени чушки, пълнени с боб и орехи или само с орехи, орехи с картофи, сарми с орехи и ориз и др.).
Основна храна е т.нар. каша. Приготвя се така: няколко лъжици посолено брашно се запържват в тиган с мазнина. Постепенно се разбъркват с пилешки бульон, докато кашата се „отвърти“ – получи се консистентна маса. Прибавя се пилешко филе, счукано в „чутура“ (голям дълбок дървен съд, с желязно чукало) или в друго дървено хаванче, и се разбърква. Може да се добави оцет (или лимонов сок) или скълцан чесън.

## Личности
Родени в Мартиново и свързани с него:
- Коста Димински, войвода на четите на Панайот Хитов и Филип Тотю
- Проф. Александър Илиев (Пушкин), бивш ректор на Лесотехнически университет в София.
- Розалин Чубриев, бивш директор на Емисионно-касовата дирекция на БНБ
- О.р. полк. Марко Михайлов, бивш командир на 46 ракетна бригада в Самоков и Началник на гарнизона
- О.р. полк. Благой Петров, бивш оръжейник на МВР, поет